# Campionati europei di ciclocross 2007
I Campionati europei di ciclocross 2007, quinta edizione della competizione, si disputarono a Hittnau, in Svizzera, il 4 novembre 2007.

## Eventi
Domenica 2 novembre
- Uomini Juniors
- Donne
- Uomini Under-23

## Medagliere
| Pos.   | Nazione     | Oro | Argento | Bronzo | Totale |
| ------ | ----------- | --- | ------- | ------ | ------ |
| 1      | Rep. Ceca   | 1   | 0       | 1      | 2      |
| 2      | Paesi Bassi | 1   | 0       | 0      | 1      |
| 2      | Belgio      | 1   | 0       | 0      | 1      |
| 4      | Francia     | 0   | 2       | 1      | 3      |
| 5      | Germania    | 0   | 1       | 0      | 1      |
| 6      | Slovacchia  | 0   | 0       | 1      | 1      |
| Totale | Totale      | 3   | 3       | 3      | 9      |

## Sommario degli eventi
| Eventi            | Oro                              | Tempo  | Argento                    | Tempo | Bronzo                           | Tempo |
| Uomini            |                                  |        |                            |       |                                  |       |
| Under-23 dettagli | Niels Albert Belgio              | 48'38" | Philipp Walsleben Germania | a 12" | Lukas Kloucek Rep. Ceca          | a 18" |
| Junior dettagli   | Lubomir Petrus Rep. Ceca         | 42'56" | Arnaud Jouffroy Francia    | a 19" | Peter Sagan Slovacchia           | a 50" |
| Donne             |                                  |        |                            |       |                                  |       |
| Elite dettagli    | Daphny van den Brand Paesi Bassi | 40'59" | Maryline Salvetat Francia  | a 9"  | Christel Ferrier-Bruneau Francia | a 19" |